# Raymond Sapoen
Raymond Soeharto Sapoen (25 oktober 1967) is een Surinaams jurist en politicus. Hij begon zijn politieke loopbaan bij de Pertjajah Luhur en was in 2017 een van de oprichters van de Hervormings- en Vernieuwingsbeweging (HVB) als politieke partij. In 2020 stapte hij uit die partij.

## Biografie
Sapoen heeft gestudeerd aan de AMS en was actief binnen de NDP voor hij de overstap maakte naar de Javaanse partij Pendawa Lima (PL). Sapoen was juridisch adviseur op het ministerie van Financiën en later beleidsadviseur op het departement van Planning en Ontwikkelingssamenwerking voor hij in november 1998 onderminister werd van Onderwijs en Volksontwikkeling. Deze benoeming volgde op klachten van zijn partij dat ze ondervertegenwoordigd waren in het toenmalige kabinet onder leiding van president Wijdenbosch. Begin 2000 kwam een einde aan dat kabinet en volgden vervroegde verkiezingen. In dat jaar werd Sapoen voorzitter van Pendawalima. Daarnaast is hij werkzaam geweest als juridisch adviseur op het ministerie van Financiën. In aanloop naar de parlementsverkiezingen van 2010 maakte Pendawalima in eerste instantie deel uit van de A1 Combinatie waarvan hij ook de voorzitter werd. In januari 2010 stapte Pendawa Lima uit de A1 Combinatie en niet veel later ging onder zijn leiding Pendawa Lima op in de eveneens Javaanse partij Pertjajah Luhur van Paul Somohardjo. Pertjajah Luhur maakte bij de verkiezingen van 2010 deel uit van de VolksAlliantie.
Bij die verkiezingen op 25 mei 2010 werd Sapoen gekozen in het district Wanica hoewel de VolksAlliantie daar maar één zetel haalde en hij daar niet de lijsttrekker was maar op de tweede plaats stond. Omdat hij in Wanica meer stemmen kreeg dan de lijsttrekker Martha Djojoseparto werd hij daar gekozen tot DNA-lid. In augustus 2010 werd hij minister van Onderwijs en Volksontwikkeling in het kabinet onder leiding van president Bouterse waardoor Sapoen zijn DNA-lidmaatschap moest opgeven en Djojoseparto alsnog in het parlement kwam.
Enkele maanden later escaleerde de Facebook-affaire. Een scholier van het Ewald P. Meyer lyceum ('Lyceum 2') had op diens Facebook-pagina een met zijn mobiele telefoon gemaakte foto van de ICT-docente geplaatst met het onderschrift "I am ugly and I teach ICT". Andere leerlingen plaatsten daar opmerkingen bij als "vind-ik-leuk" en toen het schoolhoofd dit hoorde werd die scholier meegedeeld dat deze naar een andere school moest gaan uitkijken en 14 andere scholieren werden voor vier dagen geschorst. Tot die 14 geschorste leerlingen behoorde ook een dochter van president Bouterse die "Haha, wat gemeen" had toegevoegd. Het ministerie van Sapoen vond de straf te zwaar en gaf het schoolhoofd de opdracht om de schorsing in te trekken, maar zij weigerde dat en werd daarop door het ministerie uit haar functie ontheven. Hierop legden de leerkrachten van die school hun werk neer waarna de Bond van Leraren deze spontane staking overnam. Enkele dagen later werd de buitenfunctiestelling door het ministerie teruggedraaid waarmee een einde kwam aan het conflict. In 2012 werd Sapoen de minister van Handel en Industrie. Op 14 april 2014 werd PL (Pertjajah Luhur) de partij van Sapoen, uit de coalitie gezet.
Tijdens de verkiezingen van 2015 werd Sapoen gekozen tot lid van De Nationale Assemblée. In deze jaren was hij waarnemend fractieleider van de PL. Kort na de verkiezingen stapte hij uit de partij en werd kort daarop gevolgd door Diepak Chitan. De Hervormings- en Vernieuwingsbeweging (HVB), die aanvankelijk was bedoeld als interne beweging binnen de PL, proclameerden zij op 28 oktober 2017 als politieke partij. Mike Noersalim werd voorzitter; hij had deze functie ook al voordat hij minister van Binnenlandse Zaken was. Sapoen en Chitan verloren een aantal rechtszaken die het doel hadden om hen terug te roepen. Ondertussen nam DNA onder aanvoering van de NDP een nieuwe terugroepwet aan, met het doel om Chitan en Sapoen hun zetels te laten behouden. Op 20 maart 2020 bekrachtigde het Hof van Justitie echter in een onherroepelijk hoger beroep dat Chitan en Sapoen De Nationale Assemblée alsnog moesten verlaten.
Tijdens de verkiezingen van 2020 behaalde de HVB geen enkele zetel. Eind september 2020 stapte hij uit zijn partij, met de woorden dat de HVB afgedreven zou zijn "van haar idealen en kernwaarden die beheerst worden door onder andere integriteit, transparantie en verantwoordelijkheid." Negen maanden later keerde hij weer bij de HVB terug.
Tijdens de verkiezingen van 2025 stond hij op nummer 7 van de lijst van de NDP, waar de HVB mee samenwerkt en werd herkozen.